# Vestibule haut de la chapelle du château de Versailles
Le vestibule haut de la chapelle du château de Versailles est une pièce attenante à la chapelle. C'est par là que le roi se rendait aux offices.

## Description
Cette grande salle à colonnes, dallée de marbre, occupe l'emplacement de la grotte de Téthys, édifiée en 1665 et détruite en 1685.
Le vestibule prolonge le décor de la Chapelle et fut construit en même temps.
Caractéristiques :
- pierre blanche,
- rehauts d’or sur les sculptures des portes ;
- colonnes et pilastres surmontés de chapiteaux corinthiens soutenant le plafond ;
- plafond voûté en forme de calotte et orné aux angles de médaillons en stuc représentant les quatre parties du monde ;
- huit portes et fenêtres surmontées d’arcades où sont sculptées les figures des Vertus, par les sculpteurs : Poirier, La Pierre, Guillaume Coustou et Poulletier ;
- du côté de l’aile du Nord et du côté du salon d'Hercule, des niches situées entre les portes abritent la statue de la Gloire soutenant un médaillon de Louis XV, par Vassé, et la statue de la Magnanimité, par Bousseau.

Ce vestibule fait la jonction entre les Grands Appartements et la Chapelle et permet le passage vers les appartements de l’aile du Nord jusqu’à l'opéra au bout de celle-ci.

## Source
- Cet article est partiellement ou en totalité issu de l'article intitulé « Chapelle du château de Versailles » (voir la liste des auteurs).